# Харпер, Уильям Рейни
Уильям Рейни Харпер (англ. William Rainey Harper; 26 июля 1856, Нью-Конкорд, Огайо — 10 января 1906, Чикаго, Иллинойс) — американский лингвист, гебраист, педагог и деятель образования, один из основателей Чикагского университета и университета Брэдли. Был также первым ректором обоих университетов.

## Биография
Родился в англо-ирландской семье, с детства отличался выдающимися умственными способностями: уже в десять лет поступил в Максингамский колледж в родном городе, закончил его через четыре года с дипломом гебраиста, в 1872—1876 годах учился в Йельском университете, получив докторскую степень по индоиранским и семитским языкам, после окончания остался преподавать в нём и также начал преподавать в Денисонском университете. В 1886 году стал профессором семитских языков в Йельском университете, в 1889 году одновременно с этим — вулсивским профессором библейской истории. Начиная с 1883 года участвовал в деятельности университета Чатоква, в 1891 году стал одним из основателей и первым ректором Чикагского университета; на этом посту установил значительно более высокие, нежели у преподавателей других вузов страны, оклады, но при этом ввёл очень высокие требования к экзаменам для абитуриентов. В 1896 году стал одновременно с деятельностью в Чикагском университете одним из основателей университета Брэдли. Ректором Чикагского университета и профессором семитских языков в нём оставался до конца жизни.
Его усилиями были созданы первые в США кафедры египтологии и социологии. За свою жизнь опубликовал большое количество учебников, был сторонником теории так называемого «обучения длиной в жизнь», считая, что учиться нужно на протяжении всей жизни. В 1890-х годах инициировал основание целой сети «дочерних» колледжей Чикагского университета и всевозможных заочных лекций и курсов, выпускники которых могли претендовать на бесплатное обучение в нём; вскоре после его смерти действие этой программы было прекращено. Умер от рака в возрасте 49 лет.
Главные работы: «Religion and the Higher Life» (1904); «A Critical and Exegetical Commentary on Amos and Hosea» (1905); «The Prophetic Element in the Old Testament» (1905); «The Trend in Higher Education» (1905).